# 골든 랑데부
골든 랑데부(Golden Rendezvous)는 미국에서 제작된 Ashley Lazarus 감독의 1977년 범죄, 스릴러 영화이다. 리처드 해리스 등이 주연으로 출연하였다.

## 출연

### 주연
- 리처드 해리스
- 데이비드 잰슨

### 조연
- 존 캐러딘
- 버제스 메러디스

## 제작진
- 원작자: 알리스테어 맥클린